# Marais de Larronville
Het Marais de Larronville is een natuurgebied dat zich ten noorden van de in het Franse departement Somme gelegen stad Rue bevindt. 13 ha van dit gebied werden geklasseerd als Natura 2000-gebied.
Het gebied bestaat zowel uit droge velden, gelegen op zandopduikingen, en daartussen een zeer vochtig moerasgebied. In het voorjaar vindt men op de vochtige weilanden tal van orchideeën zoals vleeskleurige orchis en rietorchis. In de 19e eeuw werd dit gebied begraasd door schaapskudden.
Door het gebied zijn enkele wandelingen uitgezet.